# Luteoliza
Luteoliza (łac. luteum – żółtko + gr. lýsis – rozwiązanie) – proces przekształcenia ciałka żółtego w ciałko białawe na drodze apoptozy. W zależności od gatunku może być spowodowany: obecnością oksytocyny (u owcy); podwyższonym stężeniem estrogenów lub innymi czynnikami. W wyniku tego procesu następuje zahamowanie syntezy progesteronu.